# Gabriela Michetti

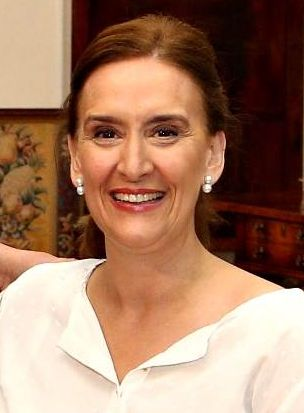
Gabriela Michetti (2016)

Marta Gabriela Michetti  (* 28. Mai 1965 in Laprida, Provinz Buenos Aires) ist eine argentinische Politikerin (PRO). Von Dezember 2015 bis Dezember 2019 war sie die Vizepräsidentin von Argentinien in der Regierung von Präsident Mauricio Macri.